# Кеплень
Кеплень, Кеплені (рум. Căpleni) — комуна у повіті Сату-Маре в Румунії. До складу комуни входить єдине село Кеплень.
Комуна розташована на відстані 457 км на північний захід від Бухареста, 29 км на захід від Сату-Маре, 132 км на північний захід від Клуж-Напоки.

## Населення
За даними перепису населення 2002 року у комуні проживали 4511 осіб.
Національний склад населення комуни:
| Національність            | Кількість осіб | Відсоток |
| ------------------------- | -------------- | -------- |
| угорці                    | 3760           | 83,4%    |
| німці                     | 433            | 9,6%     |
| румуни                    | 161            | 3,6%     |
| цигани                    | 156            | 3,5%     |
| не вказали національність | 1              | < 0,1%   |

Рідною мовою назвали:
| Мова      | Кількість осіб | Відсоток |
| --------- | -------------- | -------- |
| угорська  | 4352           | 96,5%    |
| румунська | 141            | 3,1%     |
| німецька  | 18             | 0,4%     |

Склад населення комуни за віросповіданням:
| Релігія        | Кількість осіб | Відсоток |
| -------------- | -------------- | -------- |
| римо-католики  | 4080           | 90,4%    |
| реформати      | 300            | 6,7%     |
| православні    | 84             | 1,9%     |
| греко-католики | 46             | 1,0%     |
| унітарії       | 1              | < 0,1%   |

## Зовнішні посилання
- Дані про комуну Кеплень на сайті Ghidul Primăriilor [Архівовано 27 липня 2010 у Wayback Machine.]